# Ван Э
Ван Э (кит. трад. 王諤, упр. 王谔, пиньинь Wáng È, род. ок. 1465  - 1545) - китайский живописец эпохи Мин. 

## Жизнь и творчество
Художественная  манера Ван Э стилистически близка живописи эпохи Сун, в особенности одного из крупнейших художников сунского Китая, академика Ма Юаня, работавшего во время эпохи Южная Сун. Как и Ма Юань, Ван Е при создании своих произведений использовал технику т.н. «рубящего топора» - когда мазки наносящей краску кисти жёстки и резки, особенно при изображении остроконечных скал и позволяют при этом передать особую пластику рельефа. Как и Ма Юань, художник строил композицию своих картин диагонально. Кроме него, Ван Е ориентировался на творчество своего предшественника, придворного минского живописца, пейзажиста-монументалиста Ли Цая. 
Будучи родом из Нинбо, города с традиционно развитыми художественными промыслами, Ван Е добился больших успехов в своей карьере. Став придворным художником при императорах Хунчжи и затем Чжэндэ, он живёт в столице страны, в Пекине, внутри «Запретного города» и работает в императорском дворце, в «залах Человечности и Мудрости». Оба императора высоко ценили искусство Вана. Так, Хунчжи называл его «Ма Юань нашего времени», а Чжэндэ присвоил Вану символический титул «начальника Парчовой гвардии». Свои картины он должен был обязательно сигнировать специальной императорской печатью. 
Одной из наиболее известных картин художника является его полотно В поисках цветущей сливы в снегу, написанная на шёлке тушью и красками в виде свитка размером 106,7х61,8 см. Она была создана во время правления императора Хунчжи (1487–1505). Подлинность картины засвидетельствована клеймом самого мастера и двумя императорскими печатями. На полотне изображена зимняя высокогорная местность с серым, хмурым небом, и с узкой тропой, по которой к окутанной туманом горной долине поднимается всадник со своими спутниками. Традиция указывает на китайского поэта эпохи Тан Мэн Хаожаня, поднимавшемся на своём ослике к горным вершинам в поисках вдохновения. Хоть сюжет не указывает конкретно на какое-либо его поэтическое произведение, тем не менее «цветущая слива» в названии является весьма часто встречающейся формой в китайском стихосложении. У поэтов Восточной Азии цветок сливы является первым расцветающим цветком весны и пользуется особой любовью. Особого мастерства художник здесь достигает в изображении различной степени показанных тушью серых тонов тумана и их контрасту с возвышающимися скалами и верхушками деревьев. 
Работы Ван Э соединяют академизм сунской живописи с народностью и поэзией современной ему художественной традиции, что и снискало ему большую любовь и популярность при императорском дворе. Полотно В поисках цветущей сливы в снегу ныне хранится в музее Императорского дворца в Пекине. 